# Isaac Buckley-Ricketts
Isaac Buckley-Ricketts, né le 14 mars 1998, est un footballeur anglais qui évolue au poste d'attaquant au Macclesfield FC.

## Biographie

### En club
Le 12 janvier 2018, il est prêté à Oxford United.
Le 17 juillet, il rejoint Peterborough United.

### En sélection
Il dispute avec les moins de 19 ans le championnat d'Europe des moins de 19 ans en 2017. Lors de cette compétition, il joue cinq matchs. L'Angleterre remporte le tournoi en battant le Portugal en finale.

## Palmarès
- Vainqueur du championnat d'Europe des moins de 19 ans en 2017 avec l'équipe d'Angleterre des moins de 19 ans